# Llista per Trieste
Llista per Trieste (LpT) és un partit polític italià de caràcter autonomista amb base a Trieste. El seu programa es basa en: 
- Estatut d'autonomia administrativa, legislativa i financera per a Trieste
- Obtenir per a Trieste estatut de Port Franc Europeu
- Tutelar la defensa del medi ambient al Carst.

Va sorgir com a descontentament pel Tractat d'Osimo amb Iugoslàvia el 1975 pel qual la zona B del Territori Lliure de Trieste era retornada a Iugoslàvia, amb un annex al tractat pel qual s'hi constituïa una Zona Franca Industrial.
El 1976 es va constituir a Trieste el Comitè dels Deu, un comitè de ciutadans que va recollir 65.000 signatures que reclamaven una llei que declarés la província de Trieste zona franca integral amb exempció de l'IVA i de drets duaners, així com el desenvolupament del Karst Iugoslau, ja que molts treballadors travessaven la frontera. Malgrat les firmes, el 14 de març de 1977 el Parlament italià va ratificar el Tractat d'Osimo, i per això, el 12 de maig de 1978 el Comitè dels 10 es va transformar en Associació per a la Zona franca Integral de Trieste i la Seva Província – Llista per Trieste, que reclamava la creació de la zona franca, autonomia provincial i defensa del medi ambient.
El 25 de juny de 1978 fou el partit més votat a les municipals, amb 52.651 vots (27,5%) i 18 regidors. Manlio Cecovini, cap de la Llista, fou alcalde de Trieste de 1978 fins a 1983. A les eleccions regionals de Friül-Venècia Júlia de 1978 va obtenir el 6,5% dels vots i 4 escons, i a les eleccions legislatives italianes de 1979 va obtenir 62.816 vots (28,73% a Trieste) i un escó a la Cambra dels Diputats per a Aurelia Benco Gruber, mentre que al Senat li van faltar 3.000 vots per a obtenir escó. A les eleccions europees de 1979 va obtenir un eurodiputat dins les llistes del PLI.
A les eleccions legislatives italianes de 1983 es presentà a nivell nacional mercè el suport de la Lliga Llombarda d'Umberto Bossi i la Union Piemontèisa de Roberto Gremmo. Va obtenir 92.101 a nivell nacional, però a Trieste baixà al tercer lloc (40.069 vots el 19,7%) i no assolí renovar l'escó, i al Senat va obtenir 85.532 vots i 0,28% (47.793 i 6,44 a Trieste). A les eleccions regionals de Friül-Venècia Júlia de 1983, obté el 5,7% i 4 escons.
A les eleccions legislatives italianes de 1987 es presentà amb el PSI, i el seu candidat Giulio Camber fou escollit a la Cambra dels Diputats amb 7.563 vots a la circumscripció de Trieste. Fou reescollit a les eleccions de 1992, fou nomenat secretari de marina mercantil al govern Amato.
Cap al 1994, però, canvià l'aliança i donà suport Forza Italia, amb la que es presentà a les provincials de Trieste de 1996 (obtingué el 19,3%). Giulio Camber fou escollit senador per Trieste a les eleccions legislatives italianes de 1996 i Roberto Antonione per Gorizia a les de 2001. Antonione fou subsecretari d'exteriors amb els dos governs de Berlusconi.
A les comunals i provincials de Trieste de 2006 es presentà de manera autònoma, i va obtenir el 0,87% (Contribuint a la reelecció del síndic sortint Roberto Dipiazza) i el 0,61% respectivament.

## Resultats electorals
|                      | Vots   | %      | Escons |   |
| Legislatives de 1979 | Cambra | 65.505 | 0,18   | 1 |
| Senat                | 61.911 | 0,20   | -      |   |
| Legislatives de 1983 | Cambra | 92.101 | 0,25   | - |
| Senat                | 85.542 | 0,28   | -      |   |